# Débris
Pour les articles homonymes, voir débris (homonymie).
Les débris consistent en gravats, ruines, ordures, et ordures/déchets/détritus mis au rebut, restes épars de quelque chose détruit ou mis au rebut; ou en géologie, gros rocher fragments laissés par un glacier en fusion, etc. Selon le contexte, les débris peuvent faire référence à un certain nombre de choses différentes. 

## Catastrophe
Dans les scénarios de catastrophe, les tornades laissent derrière elles de gros morceaux de maisons et des destructions massives en général. Ces débris volent également autour de la tornade elle-même lorsqu'elle est en cours. Les vents de la tornade capturent les débris qu'elle soulève dans son orbite éolienne et les font tourner à l'intérieur de son vortex. Le rayon du vent de la tornade est plus grand que l'entonnoir lui-même. les tsunamis et les ouragans apportent également de grandes quantités de débris, comme l'ouragan Katrina en 2005 et l'ouragan Sandy en 2012. Les tremblements de terre transforment les villes en débris de gravats.

## Géologique

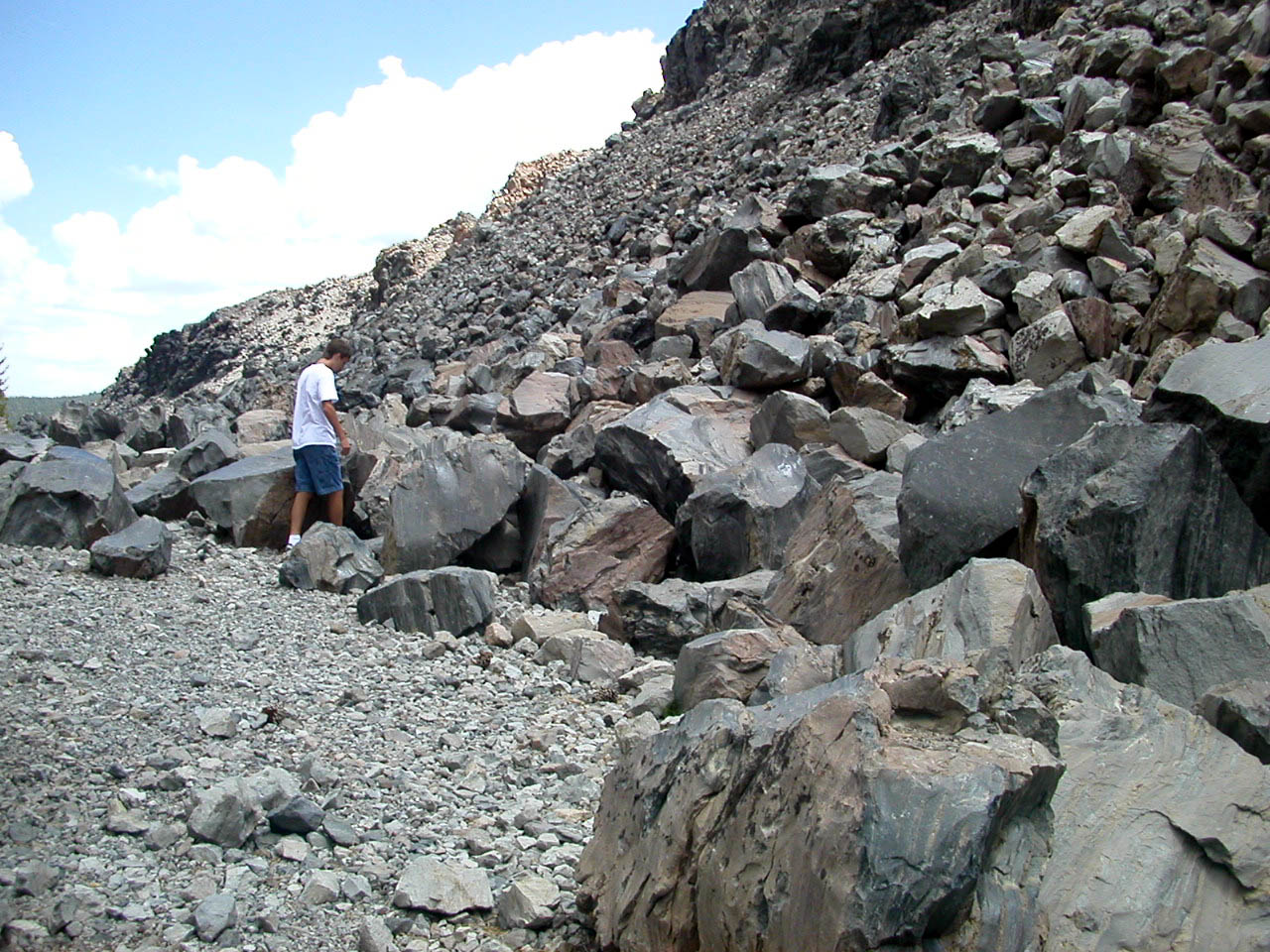
Débris d'obsidienne (talus), Obsidian Dome, Californie.

En géologie, les débris s'appliquent généralement aux restes d'activité géologique, y compris les glissements de terrain, les explosions volcaniques, les avalanches, les coulées de boue ou les débâcles glacio-lacustres (Jökulhlaups) et les moraines, les lahars et les éruptions de lave. Les débris géologiques se déplacent parfois dans un ruisseau appelé avalanche de débris (anglais : debris flow, lave torrentielle). Lorsqu'il s'accumule à la base des coteaux, il peut être appelé "talus" ou " éboulis ".
Dans l'exploitation minière, les débris appelés en anglais «  attle  » (déchets) consistent généralement en des fragments de roche qui contiennent peu ou pas de minerai.

## Marin

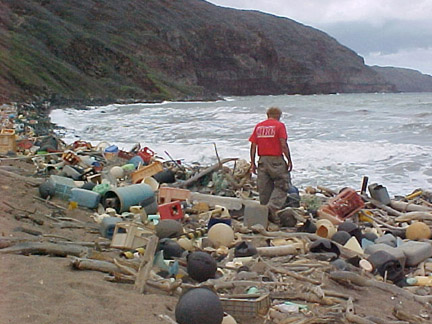
Débris marins échoués à Hawaï

Les débris marins s'appliquent aux déchets flottants tels que les bouteilles, les canettes, la mousse de polystyrène, les déchets de navires de croisière, la pollution des installations d'exploration et de production pétrolières et gazières en mer et les accessoires de pêche des plaisanciers. Les débris marins sont également appelés déchets marin ou épaves (rejetées[Quoi ?]. Les objets pouvant constituer des débris marins comprennent les pneus d'automobiles usagés, les bouteilles de détergent, les déchets médicaux, les filets et filets de pêche jetés, les canettes de soda et les déchets solides de puisards de cale .
En plus d'être inesthétique, il peut constituer une menace sérieuse pour la vie marine, les bateaux, les nageurs, les plongeurs et autres. Par exemple, chaque année, des millions d'oiseaux de mer, de tortues de mer, de poissons et de mammifères marins s'enchevêtrent dans les débris marins ou ingèrent des plastiques qu'ils ont confondus avec de la nourriture. Chaque année, jusqu'à 30 000 otaries à fourrure du Nord se font prendre dans des filets de pêche abandonnés et se noient ou étouffent. Les baleines confondent les sacs en plastique avec les calmars, et les oiseaux peuvent confondre les granulés de plastique avec les œufs de poisson. À d'autres moments, les animaux mangent accidentellement le plastique tout en se nourrissant d'aliments naturels.
Sous l'effet du vent, des vagues et des courants marin, les déchets s'agglutinent pour former des vortex de déchets. La plus grande concentration de débris marins se trouve dans le vortex de déchets du Pacifique nord.
Les débris marins proviennent le plus souvent de sources terrestres. Diverses agences internationales travaillent actuellement à réduire les niveaux de débris marins dans le monde.

## Météorologique
En météorologie, les débris s'appliquent généralement aux restes d'habitations humaines et à la flore naturelle après la destruction causée par la tempête. Ces débris sont également communément appelés débris de tempête. Les débris de tempête se composent généralement de matériaux de toiture, de branches d'arbres abattues, de panneaux abattus, de lignes électriques et de poteaux abattus et de déchets emportés par le vent. Les débris de tempête peuvent devenir un problème sérieux immédiatement après une tempête, en ce sens qu'ils bloquent souvent l'accès aux individus et aux communautés qui peuvent avoir besoin de services d'urgence. Ce matériel existe souvent en si grande quantité que son élimination devient un problème sérieux pour une communauté. De plus, les débris de tempête sont souvent dangereux de par leur nature même; par exemple, les lignes électriques tombées chaque année sont responsables des décès dus aux tempêtes.

## Aéronautique
En aéronautique, un corps étranger, ou débris, désigne tout type de substance, de débris ou d'élément, mécanique ou non, étant totalement étranger à un aéronef ou un système mais pouvant lui causer des dommages.

## Espace
Les débris spatiaux ou en orbite se réfèrent généralement aux restes de vaisseaux spatiaux qui sont tombés sur Terre ou sont toujours en orbite autour de la Terre. Les débris spatiaux peuvent également être constitués de composants naturels tels que des morceaux de roche et de glace. Le problème des débris spatiaux s'est développé à mesure que divers programmes spatiaux ont laissé des héritages de lancements, d'explosions, de réparations et de rejets en orbite terrestre basse et sur des orbites plus éloignées. Ces fragments en orbite ont atteint une proportion suffisamment importante pour constituer un danger pour les futurs lancements spatiaux de véhicules satellitaires et habités. Diverses agences gouvernementales et organisations internationales commencent à suivre les débris spatiaux et recherchent également des solutions possibles au problème. Alors que beaucoup de ces objets, allant des écrous et boulons aux satellites entiers et aux engins spatiaux, peuvent tomber sur Terre, d'autres objets situés sur des orbites plus éloignées peuvent rester en l'air pendant des siècles. La vitesse de certains de ces morceaux de débris spatiaux a été cadencée à plus de 17000 miles par heure (27000 km/h). Un débris spatial tombant sur Terre laisse une trace ardente, tout comme un météore.
Un disque de débris est un disque circumstellaire de poussière et de débris en orbite autour d'une étoile.

## Chirurgical
En médecine, les débris font généralement référence à la matière biologique qui s'est accumulée ou logée dans les instruments chirurgicaux et est appelée débris chirurgicaux (surgical debris). La présence de débris chirurgicaux peut entraîner des infections croisées ou des infections nosocomiales s'ils ne sont pas retirés et si les instruments ou équipements chirurgicaux affectés ne sont pas correctement désinfectés.

## Guerre

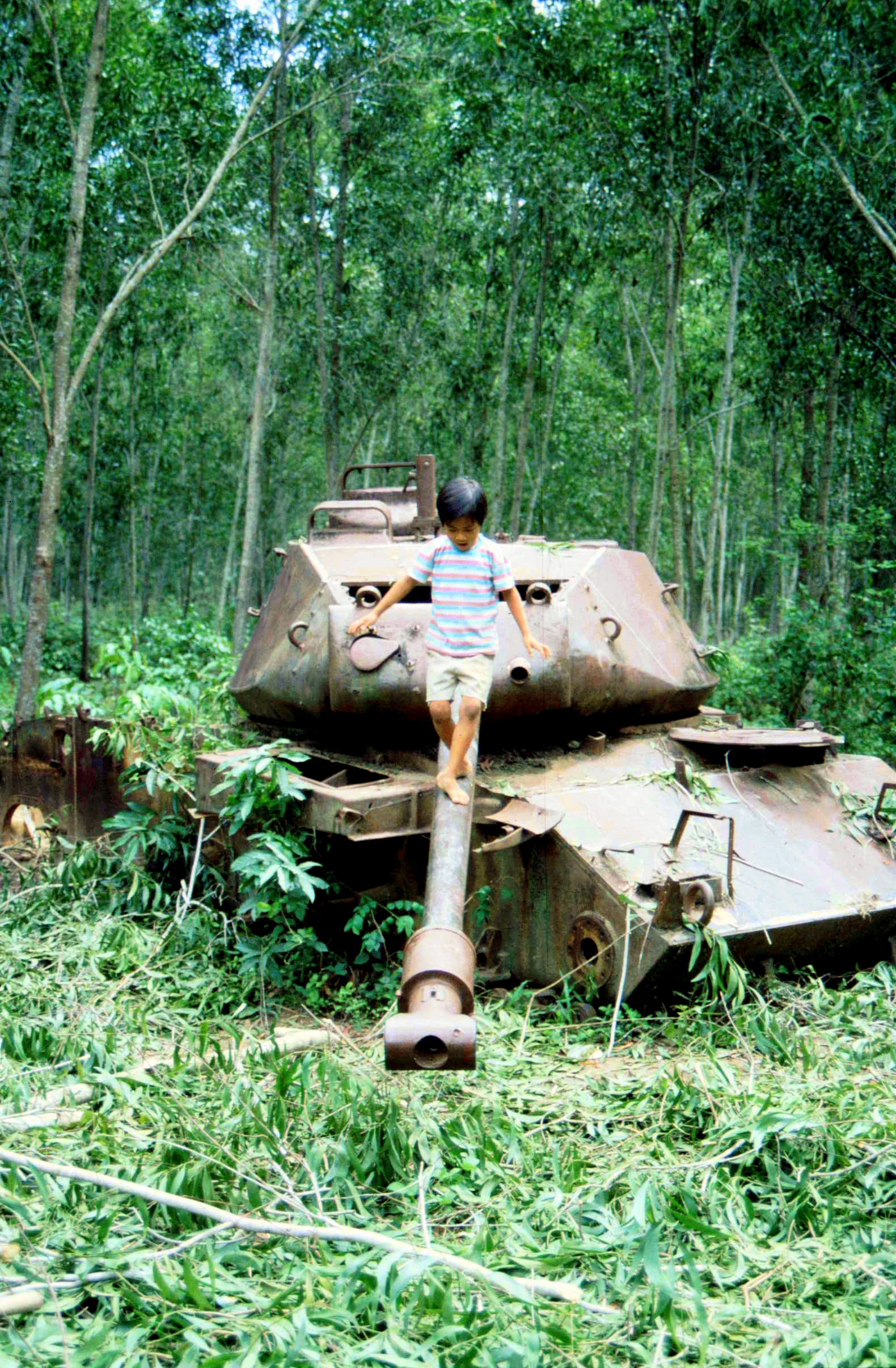
Un enfant joue sur un blindé abandonné à l'extérieur de Phnom Penh, Cambodge en 1991

Au lendemain d'une guerre, de vastes zones de la région du conflit sont souvent parsemées de débris de guerre sous forme de matériel et de véhicules abandonnés ou détruits, de mines, de munitions non explosées, de douilles de balles et d'autres fragments de métal.
De nombreux débris de guerre peuvent être mortels et continuent de tuer et de mutiler des populations civiles pendant des années après la fin d'un conflit. Les risques liés aux débris de guerre peuvent être suffisamment élevés pour empêcher ou retarder le retour des réfugiés. En outre, les débris de guerre peuvent contenir des produits chimiques dangereux ou des composants radioactifs qui peuvent contaminer la terre ou empoisonner les civils qui entrent en contact avec elle. De nombreuses agences de déminage participent également au déminage des débris de guerre.
Les mines terrestres en particulier sont très dangereuses car elles peuvent rester actives pendant des décennies après un conflit, c'est pourquoi elles ont été interdites par les règlements internationaux sur la guerre.
En novembre 2006, le Protocole relatif aux restes explosifs de guerre est entré en vigueur avec 92 pays souscrivant au traité qui oblige les parties impliquées dans un conflit à aider à l'élimination des munitions non explosées après la fin des hostilités.
Certains des pays les plus touchés par les débris de guerre sont l'Afghanistan, l'Angola, le Cambodge, l'Irak et le Laos.
De même, des débris militaires peuvent être trouvés dans et autour du champ de tir et des zones d'entraînement militaire.

## Forêts
Les débris ligneux varient de feuilles et de brindilles à des souches ou des chablis. Ils représentent un maillon important de l'écosystème forestier : leur décomposition enrichit le sol et a un effet sur l'érosion et la rétention d'eau. Les débris ligneux peuvent également servir d'habitat aux insectes et à la petite faune (chronoxyle).

## Du français à l'anglais
La première utilisation apparente du mot français en anglais est dans une description de 1701 de l'armée de Prince Rupert lors de sa retraite d'une bataille avec l'armée d'Oliver Cromwell, en Angleterre.
Dans les cultures créole et cajun du sud de la Louisiane, les débris (prononcés "DAY-bree") se réfèrent à des organes hachés tels que le foie, le cœur, les reins, les tripes, la rate, le cerveau, les poumons et le pancréas.